# Liste der Staatsoberhäupter 1797
Übersicht
◄◄ | ◄ | 1793 | 1794 | 1795 | 1796 | Liste der Staatsoberhäupter 1797 | 1798 | 1799 | 1800 | 1801 | ► | ►►

Weitere Ereignisse

## Afrika
- Äthiopien
  - Kaiser: Salomon III. (1796–1797)
  - Kaiser: Jonas (1797–1798)

- Burundi
  - König: Ntare IV. Rugamba (ca. 1796–ca. 1850)

- Dahomey
  - König: Agonglo (1789–1797)
  - König: Adandozan (1797–1818)

- Marokko (Alawiden-Dynastie)
  - Sultan: Mulai Sulaiman (1792–1822)

- Tunesien (Husainiden-Dynastie)
  - Sultan: Hammuda Bey (1782–1814)

## Amerika

### Angloamerika
- Vereinigte Staaten von Amerika
  - Staats- und Regierungschef:
    1. Präsident George Washington (1789–1797)
    2. Präsident: John Adams (1797–1801)

### Lateinamerika
- Vizekönigreich Brasilien
  - Vizekönig: José Luís de Castro (1790–1801)

- Vizekönigreich Neugranada
  - Vizekönig: José de Ezpeleta (1789–1797)
  - Vizekönig: Pedro Mendinueta y Múzquiz (1797–1803)

- Vizekönigreich Neuspanien
  - Vizekönig: Miguel de la Grúa Talamanca y Branciforte, Marqués de Branciforte (1794–1798)

- Vizekönigreich Peru
  - Vizekönig: Ambrosio O’Higgins (1796–1801)

- Vizekönigreich des Río de la Plata
  - Vizekönig: Pedro de Melo y Portugal y Vilhena (1795–1797)
  - Vizekönig: Antonio de Olaguer y Feliú (1797–1799)

## Asien
- Abu Dhabi
  - Scheich: Shakhbut bin Dhiyab (1793–1816)

- Afghanistan
  - König: Zaman Mirza Shah Durrani (1793–1800)

- China (Qing-Dynastie)
  - Kaiser: Jia Qing (1796–1820)

- Japan
  - Kaiser: Kokaku (1780–1817)
  - Shōgun (Tokugawa): Tokugawa Ienari (1786–1837)

- Korea (Joseon)
  - König: Jeongjo (1776–1800)

- Persien (Kadscharen-Dynastie)
  - Schah: Aga Mohammed Khan (1794–1797)
  - Schah: Fath Ali (1797–1834)

- Thailand
  - König: Rama I. (1782–1809)

## Europa
- Andorra
  - Co-Fürsten:
    - König von Frankreich: vakant (1792–1804)
    - Bischof von Urgell: Francesc Antoni de la Dueña y Cisneros (1797–1816)

- Dänemark und Norwegen
  - König: Christian VII. (1766–1808)

- Frankreich
  - Direktorium (1795–1799)

- Großbritannien und Irland
  - Staatsoberhaupt: König Georg III. (1760–1801) (1801–1820 König des Vereinigten Königreichs,  1760–1806 Kurfürst von Braunschweig-Lüneburg,  1814–1820 König von Hannover)
  - Regierungschef: Premierminister William Pitt der Jüngere (1783–1801, 1804–1806)

- Heiliges Römisches Reich
  - König und Kaiser: Franz II. (1792–1806) (1792–1835 König von Böhmen, 1815–1835 König von Lombardo-Venetien, 1792–1797 1799–1800 Herzog von Mailand, 1792–1804 Erzherzog von Österreich, 1804–1835 Kaiser von Österreich, 1792–1835 König von Ungarn)
  - Kurfürstenkollegium
    - Erzstift Köln
      - Kurfürst: Maximilian Franz von Österreich (1784–1801) (1784–1801 Bischof von Münster, 1780–1801 Hochmeister des Deutschen Ordens)

    - Erzstift Mainz
      - Kurfürst: Friedrich Karl Joseph von Erthal (1774–1802) (1774–1802 Bischof von Worms)

    - Erzstift Trier
      - Kurfürst: Clemens Wenzeslaus von Sachsen (1768–1801) (1768–1803 Bischof von Augsburg, 1763–1768 Bischof von Freising, 1763–1768 Bischof von Regensburg, 1787–1802 Propst von Ellwangen, 1768–1794 Abt von Prüm)

    - Bayern und Pfalz
      - Kurfürst: Karl Theodor (1777–1799) (1742–17 Kurfürst von der Pfalz, 1742–1799 Herzog von Jülich und Berg)

    - Königreich Böhmen
      - König: Franz II. (1792–1835) (1792–1806 Kaiser, 1815–1835 König von Lombardo-Venetien, 1792–1797 1799–1800 Herzog von Mailand, 1792–1804 Erzherzog von Österreich, 1804–1835 Kaiser von Österreich, 1792–1835 König von Ungarn)

    - Markgrafschaft Brandenburg
      - Kurfürst: Friedrich Wilhelm II. (1786–1797) (1786–1797 König von Preußen)
      - Kurfürst: Friedrich Wilhelm III. (1797–1806) (1797–1840 König von Preußen)

    - Herzogtum Braunschweig-Lüneburg
      - Kurfürst: Georg III. (1760–1803) (1760–1801 König von Großbritannien und Irland, 1801–1820 König des Vereinigten Königreichs, 1814–1820 König von Hannover)

    - Herzogtum Sachsen
      - Kurfürst: Friedrich August I. (1763–1806) (1806–1827 König von Sachsen)

  - geistliche Reichsfürsten
    - Hochstift Augsburg
      - Bischof: Clemens Wenzeslaus von Sachsen (1768–1803) (1768–1801 Erzbischof von Trier, 1763–1768 Bischof von Freising, 1763–1768 Bischof von Regensburg, 1787–1802 Propst von Ellwangen, 1768–1794 Abt von Prüm)

    - Hochstift Bamberg
      - Bischof: Christoph Franz von Buseck (1795–1802)

    - Hochstift Basel
      - Bischof: Bischof: Franz Xaver von Neveu (1794–1803)

    - Fürstpropstei Berchtesgaden
      - Propst: Joseph Konrad von Schroffenberg-Mös (1780–1803) (1789–1802/03 Bischof von Freising, 1790–1802/03 Bischof von Regensburg)

    - Hochstift Brixen
      - Bischof: Karl Franz von Lodron (1791–1803)

    - Hochstift Chur (Territorium 1648 eidgenössisch, Bischof Reichsstand ohne unmittelbares Land)
      - Bischof: Karl Rudolf von Buol-Schauenstein (1793–1803)

    - Hochstift Corvey
      - Bischof: Ferdinand von Lüninck (1794–1803)

    - Balleien des Deutschen Ordens
      - Hochmeister: Maximilian Franz von Österreich (1780–1801) (1784–1801 Erzbischof von Köln, 1784–1801 Bischof von Münster)

    - Hochstift Eichstätt
      - Bischof: Joseph von Stubenberg (1790–1802)

    - Fürstpropstei Ellwangen
      - Propst: Clemens Wenzeslaus von Sachsen (1787–1802) (1768–1801 Erzbischof von Trier, 1763–1768 Bischof von Freising, 1763–1768 Bischof von Regensburg, 1768–1794 Abt von Prüm)

    - Hochstift Freising
      - Bischof: Joseph Konrad von Schroffenberg-Mös (1789–1802/03) (1790–1802/03 Bischof von Regensburg, 1780–1803 Propst von Berchtesgaden)

    - Abtei Fulda
      - Bischof: Adalbert von Harstall (1789–1802)

    - Hochstift Hildesheim
      - Bischof: Franz Egon von Fürstenberg (1789–1802) (1789–1802  Bischof von Paderborn)

    - Fürststift Kempten
      - Abt: Castolus Reichlin von Meldegg (1793–1803)

    - Hochstift Konstanz
      - Bischof: Maximilian Christoph von Rodt (1775–1799)

    - Hochstift Lübeck (1555–1803 evangelische Administratoren)
      - Bischof: Peter Friedrich Ludwig von Oldenburg (1785–1803) (1785–1823 Regent von Oldenburg, 1823–1829 Herzog von Oldenburg)

    - Hochstift Lüttich
      - Bischof: Franciscus-Antonius de Méan (1792–1801)

    - Hochstift Münster
      - Bischof: Maximilian Franz von Österreich (1784–1801) (1784–1801 Erzbischof von Köln, 1780–1801 Hochmeister des Deutschen Ordens)

    - Hochstift Osnabrück (1662–1802 abwechselnd katholische und lutherische Bischöfe)
      - Bischof: Friedrich August von Hannover und Albany (1764–1802)

    - Hochstift Paderborn
      - Bischof: Franz Egon von Fürstenberg (1789–1802) (1789–1802  Bischof von Hildesheim)

    - Hochstift Passau
      - Bischof: Leopold Leonhard von Thun und Hohenstein (1796–1803)

    - Hochstift Regensburg
      - Bischof: Joseph Konrad von Schroffenberg-Mös (1790–1802/03) (1789–1802/03 Bischof von Freising, 1780–1803 Propst von Berchtesgaden)

    - Erzstift Salzburg
      - Erzbischof: Hieronymus von Colloredo (1772–1803)

    - Hochstift Speyer
      - Bischof: August von Limburg-Stirum (1770–1797)
      - Bischof: Philipp Franz Wilderich Nepomuk von Walderdorf (1797–1802)

    - Hochstift Straßburg
      - Bischof: Louis René Édouard de Rohan-Guéméné (1779–1803)

    - Hochstift Trient
      - Bischof: Peter Michael Vigil von Thun und Hohenstein (1776–1800)

    - Hochstift Worms
      - Bischof: Friedrich Karl Joseph von Erthal (1774–1802) (1774–1802 Erzbischof von Mainz)

    - Hochstift Würzburg
      - Bischof: Georg Karl von Fechenbach (1795–1802)

  - weltliche Reichsfürsten
    - Anhalt
      - Anhalt-Bernburg
        - Fürst: Alexius Friedrich Christian (Anhalt-Bernburg) (1796–1834) (ab 1807 Herzog)

      - Fürstentum Anhalt-Dessau
        - Fürst: Leopold III. Friedrich Franz (1751–1817) (1751–1758 unter Vormundschaft) (ab 1807 Herzog)

      - Fürstentum Anhalt-Köthen
        - Fürst: August Christian (1789–1812) (ab 1806 Herzog)

    - Arenberg
      - Herzog: Ludwig Engelbert (1778–1803)

    - Baden
      - Markgraf: Karl Friedrich (1771–1803) (1738–1746 unter Vormundschaft) (1738–1771 Markgraf von Baden-Durlach, 1803–1806 Kurfürst von Baden, 1806–1811 Großherzog von Baden)

    - Braunschweig-Wolfenbüttel
      - Herzog: Karl Wilhelm Ferdinand (1780–1806)

    - Hessen-Darmstadt
      - Landgraf: Ludwig X. (1790–1830) (ab 1806 Großherzog)

    - Hessen-Kassel
      - Landgraf: Wilhelm IX. (1785–1806, 1814–1821) (ab 1803 Kurfürst)

    - Hohenzollern-Hechingen
      - Fürst: Josef Friedrich Wilhelm (1750–1798)

    -  Hohenzollern-Sigmaringen
      - Fürst: Anton Aloys (1785–1831)

    - Jülich und Berg (seit 1795 von Frankreich besetzt)
      - Herzog: Karl Theodor (1742–1799) (1777–1799 Kurfürst von Bayern, 1742–1799 Kurfürst der Pfalz, 1742–1799 Herzog von Pfalz-Neuburg)

    - Liechtenstein
      - Fürst: Alois I. (1781–1805)

    - Lippe-Detmold
      - Graf: Leopold I. (1782–1802) (1782–1789, 1790–1794 unter Vormundschaft, bis 1789 Graf)

    - Mecklenburg
      - Mecklenburg-Schwerin
        - Herzog: Friedrich Franz I. (1785–1837) (ab 1815 Großherzog)

      - Mecklenburg-Strelitz
        - Herzog: Karl II. (1794–1816) (ab 1815 Großherzog)

    - Nassau
      - Ottonische Linie
        - Nassau-Diez
          - Fürst: Wilhelm V. (1751–1806) (1751–1796 Statthalter der Niederlande)

      - Walramische Linie
        - Nassau-Usingen
          - Fürst: Karl Wilhelm (1775–1803)

        - Nassau-Weilburg
          - Fürst: Friedrich Wilhelm (1788–1816) (ab 1806 im Herzogtum Nassau)

    - Oldenburg
      - Herzog: Peter Friedrich Wilhelm (1785–1823) (unter Regentschaft)
      - Regent: Peter Friedrich Ludwig von Oldenburg (1785–1823) (1785–1803 Bischof von Lübeck, 1823–1829 Herzog von Oldenburg)

    - Österreich
      - Erzherzog: Franz I. (1792–1835) (1792–1806 Kaiser, 1792–1835 König von Böhmen, 1815–1835 König von Lombardo-Venetien, 1792–1797 1799–1800 Herzog von Mailand, 1804–1835 Kaiser von Österreich, 1765–1790 Großherzog der Toskana, 1792–1835 König von Ungarn)

    - Pfalz-Neuburg
      - Herzog: Karl Theodor (1742–1799) (1742–1777 Kurfürst der Pfalz, 1777–1799 Kurfürst von Pfalz-Bayern, 1733–1799 Herzog von Pfalz-Sulzbach, 1742–1794/99 Herzog von Jülich und Berg)

    - Pfalz-Sulzbach
      - Herzog: Karl Theodor (1733–1799) (1742–1777 Kurfürst der Pfalz, 1777–1799 Kurfürst von Pfalz-Bayern, 1742–1799 Herzog von Pfalz-Neuburg, 1742–1794/99 Herzog von Jülich und Berg)

    - Pfalz-Zweibrücken-Birkenfeld
      - Herzog: Maximilian I. Joseph von Bayern (1795–1797) (1799–1806 Kurfürst von Pfalz-Bayern, 1806–1825 König von Bayern, 1799–1808 Herzog von Pfalz-Neuburg und Pfalz-Sulzbach, 1799–1806 Herzog von Berg, 1810–1816 Herzog von Salzburg)

    - Reuß älterer Linie
      - Fürst: Heinrich XI. (1778–1800) (1723–1768 Graf zu Reuß-Obergreiz, 1768–1778 Graf zu Reuß-Greiz)

    - Herzogtum Sachsen
      - Sachsen-Coburg-Saalfeld
        - Herzog: Ernst Friedrich (1764–1800)

      - Sachsen-Gotha-Altenburg
        - Herzog: Ernst II. (1772–1804)

      - Sachsen-Hildburghausen
        - Herzog: Friedrich (1780–1826) (1826–1834 Herzog von Sachsen-Altenburg)

      - Sachsen-Meiningen
        - Herzog: Georg I. (Sachsen-Meiningen) (1763–1803) (1763–1782 unter Vormundschaft)

      - Sachsen-Weimar-Eisenach
        - Herzog: Karl August (1758–1828) (1758–1775 unter Vormundschaft, 1815–1828 Großherzog)

    - Schwarzburg-Rudolstadt
      - Fürst: Ludwig Friedrich II. (1793–1807)

    - Schwarzburg-Sondershausen
      - Fürst: Günther Friedrich Carl I. (1794–1835)

    - Waldeck-Pyrmont
      - Fürst: Friedrich Karl August (1763–1805) (1805–1812 Fürst von Waldeck)

    - Württemberg
      - Herzog: Friedrich Eugen (1795–1797)
      - Herzog: Friedrich II. (1797–1816) (1803–1806 Kurfürst, 1806–1816 König)

  - sonstige Reichsstände (Auswahl)
    - Ortenburg
      - Graf: Joseph Carl Leopold Friedrich Ludwig (1787–1805) (1787–1801 unter Vormundschaft)
      - Regentin: Christiane Louise zum Stein (1787–1801)
      - Regent: Ludwig Emanuel von Ortenburg (1787–1798)

    - Reuß
      - Reuß jüngere Linie
        - Reuß-Ebersdorf
          - Graf: Heinrich LI. (1779–1822) (ab 1806 Fürst)

        - Reuß-Gera
          - Graf: Heinrich XXX. (1748–1802)

        - Reuß-Lobenstein
          - Graf: Heinrich XXXV. (1782–1805) (ab 1790 Fürst)

        - Reuß-Schleiz
          - Graf: Heinrich XLII. (1784–1818) (ab 1806 Fürst)

    - Schaumburg-Lippe
      - Graf: Georg Wilhelm (1787–1860) (1787–1807 unter Vormundschaft, ab 1807 Fürst)
      - Regentin: Juliane von Hessen-Philippsthal (1787–1799)
      - Regent: Johann Ludwig von Wallmoden-Gimborn (1787–1807)

- Italienische Staaten
  - Genua (1797 aufgelöst, Nachfolger Ligurische Republik)
    - Doge: Giacomo Maria Brignole (1779–1781, 1795–1797)

  - Kirchenstaat
    - Papst: Pius VI. (1775–1799)

  - Neapel (1735–1806 Personalunion mit Sizilien)
    - König: Ferdinand I. (1759–1799, 1799–1806, 1815–1816) (König von Sizilien 1759–1816, König beider Sizilien 1816–1825)

  - Parma und Piacenza
    - Herzog: Ferdinand (1765–1802)

  - Piombino
    - Fürst: Antonio Boncompagni Ludovisi (1777–1801)

  - Sardinien (Personalunion mit Savoyen)
    - König: Karl Emanuel IV. (1796–1802) (1796–1819 Herzog von Savoyen)
      - Vizekönig: Filippo Vivalda di Castillino (1794–1799)

  - Savoyen (Personalunion mit Sardinien)
    - Herzog: Karl Emanuel IV. (1796–1819) (1796–1802 König von Sardinien)

  - Sizilien (1735–1806 in Personalunion mit Neapel)
    - König: Ferdinand III. (1759–1816) (1759–1799, 1799–1806, 1815–1816 König von Neapel, 1816–1825 König beider Sizilien)
      - Presidente del Regno: Filippo Lopez y Royo (1795–1798)

  - Toskana
    - Großherzog: Ferdinand III. (1790–1801, 1814–1824) (1803–1805 Kurfürst von Salzburg, 1805–1806 Kurfürst von Würzburg, 1806–1814 Großherzog von Würzburg)

  - Venedig (1797 von Frankreich besetzt)
    - Doge: Ludovico Manin (1789–1797)

- Malta
  - Großmeister: Emmanuel de Rohan-Polduc (1775–1797)
  - Großmeister: Ferdinand von Hompesch zu Bolheim (1797–1798)

- Moldau (unter osmanischer Oberherrschaft)
  - Fürst: Alexandru Callimachi (1795–1799)

- Monaco
  - von Frankreich besetzt (1793–1814)

- Montenegro (unter osmanischer Suzeränität)
  - Fürstbischof (Vladika): Petar I. Petrović-Njegoš (1782–1830)

- Osmanisches Reich
  - Sultan: Selim III. (1789–1803)

- Portugal
  - Königin: Maria I. (1777–1816) (1792 entmündigt) (1815–1816 Königin von Brasilien)
  - Regent: Johann Herzog von Braganza (1792–1816) (1816–1826 König von Portugal, 1815–1816 Regent von Brasilien, 1816–1822 König von Brasilien)

- Preußen
  - König: Friedrich Wilhelm II. (1786–1797) (1786–1797 Kurfürst von Brandenburg)
  - König: Friedrich Wilhelm III. (1797–1840) (1797–1806 Kurfürst von Brandenburg)

- Russland
  - Kaiser: Paul I. (1796–1801) (1762–1773 Herzog von Holstein-Gottorf)

- Schweden
  - König: Gustav IV. Adolf (1792–1809)

- Spanien
  - König: Karl IV. (1788–1808)

- Ungarn
  - König: Franz I. (1792–1835) (1792–1806 Kaiser, 1792–1835 König von Böhmen, 1815–1835 König von Lombardo-Venetien, 1792–1797 1799–1800 Herzog von Mailand, 1792–1804 Erzherzog von Österreich, 1804–1835 Kaiser von Österreich)

- Walachei (unter osmanischer Oberherrschaft)
  - Fürst: Alexander Ypsilantis (1774–1782, 1796–1797) (1786–1788 Fürst der Modau)
  - Fürst: Constantin Hangerli (1797–1799)

## Ozeanien und Pazifik
- Hawaii
  - König: Kamehameha I. (1795–1819)